# العلاقات الدومينيكية الكوبية
العلاقات الدومينيكية الكوبية هي العلاقات الثنائية التي تجمع بين دومينيكا وكوبا.

## مقارنة بين البلدين
هذه مقارنة عامة ومرجعية للدولتين:
| وجه المقارنة                                              | دومينيكا              | كوبا                              |
| --------------------------------------------------------- | --------------------- | --------------------------------- |
| المساحة (كم2)                                             | 751                   | 109.88 ألف                        |
| عدد السكان (نسمة)                                         | 73.92 ألف             | 11.48 مليون                       |
| الكثافة السكانية (ن./كم²)                                 | 9.84 ألف              | 104.48                            |
| العاصمة                                                   | روسو                  | هافانا                            |
| اللغة الرسمية                                             | لغة إنجليزية          | اللغة الإسبانية                   |
| العملة                                                    | دولار شرق الكاريبي    | بيزو كوبي، بيزو كوبي قابل للتحويل |
| الناتج المحلي الإجمالي (بليون دولار)                      | 562.54 مليون          | 87.13 مليار                       |
| الناتج المحلي الإجمالي (تعادل القوة الشرائية) بليون دولار | 789.63 مليون          |                                   |
| الناتج المحلي الإجمالي الاسمي للفرد دولار أمريكي          | 7.12 ألف              |                                   |
| الناتج المحلي الإجمالي للفرد دولار أمريكي                 | 10.88 ألف             |                                   |
| مؤشر التنمية البشرية                                      | 0.724                 | 0.769                             |
| رمز المكالمات الدولي                                      | +1767                 | +53                               |
| رمز الإنترنت                                              | .dm                   | .cu                               |
| المنطقة الزمنية                                           | 00، توقيت أطلنطي موحد | 00                                |

## منظمات دولية مشتركة
يشترك البلدان في عضوية مجموعة من المنظمات الدولية، منها:
| علم المنظمة | اسم المنظمة                                                          | تاريخ انضمام دومينيكا | تاريخ انضمام كوبا |
| ----------- | -------------------------------------------------------------------- | --------------------- | ----------------- |
|             | يونسكو                                                               | 9 يناير 1979          | 29 أغسطس 1947     |
|             | منظمة حظر الأسلحة الكيميائية                                         | ?                     | ?                 |
|             | منظمة التجارة العالمية                                               | ?                     | ?                 |
|             | وكالة حظر الأسلحة النووية في أمريكا اللاتينية ومنطقة البحر الكاريبي ‏ | ?                     | ?                 |
|             | الاتحاد البريدي العالمي                                              | ?                     | ?                 |
|             | منظمة الشرطة الجنائية الدولية                                        | ?                     | ?                 |
|             | الأمم المتحدة                                                        | 18 ديسمبر 1978        | 24 أكتوبر 1945    |
|             | الاتحاد الدولي للاتصالات                                             | 28 أكتوبر 1996        | 16 يناير 1918     |
|             | مجموعة دول أفريقيا والكاريبي والمحيط الهادئ                          | ?                     | ?                 |
|             | تحالف الدول الجزرية الصغيرة                                          | ?                     | ?                 |

## أعلام
هذه قائمة لبعض الشخصيات التي تربطها علاقات بالبلدين:
- أميليا فيغا (7 نوفمبر 1984 – )
- بيدرو إنريكث أورنيا (29 يونيو 1884[20][21][22] – 11 مايو 1946[21][22][20])
- فرانسيسكو كامانيو (سياسي من جمهورية الدومينيكان، 11 يونيو 1932 – 16 فبراير 1973)
- فرانسيسكو هنريكيز ذ كارفاخال (1859[23][24] – 1935[23][24])
- هيكتور غارسيا غودوي (11 يناير 1921 – 20 أبريل 1970)

## وصلات خارجية
- موقع وزارة الخارجية الكوبية